# Proložac
Proložac est un village et une municipalité située dans le comitat de Split-Dalmatie, en Croatie. Au recensement de 2001, la municipalité comptait 4 510 habitants, dont 98,54 % de Croates.
Le siège de la municipalité est le village de Donji Proložac.

## Localités
La municipalité de Proložac compte 5 localités :
- Donji Proložac
- Gornji Proložac
- Postranje
- Ričice
- Šumet